# Lovellona atramentosa
Lovellona atramentosa is een in zee levende slakkensoort uit het geslacht Lovellona. De slak behoort tot de familie Mitromorphidae. De soort werd in 1849 beschreven door Reeve als Conus atramentosus.